# Macubara Arisza
Macubara Arisza (松原 有沙; Hepburn: Matsubara Arisa) (Hokkaidó, 1995. május 1. –) japán női válogatott labdarúgó.

## Klub
A labdarúgást a Nojima Stella Kanagawa Sagamihara csapatában kezdte.

## Nemzeti válogatott
2019-ben debütált a japán válogatottban. A japán válogatottban 4 mérkőzést játszott.

## Statisztika
| Japán válogatott | Japán válogatott | Japán válogatott |
| Időszak          | Mérk.            | gól              |
| ---------------- | ---------------- | ---------------- |
| 2019             | 4                | 1                |
| Összesen         | 4                | 1                |